# Prospect Bay (zatoka na wschód od St. Margarets Bay)
Prospect Bay – zatoka (ang. bay) w kanadyjskiej prowincji Nowa Szkocja, w hrabstwie Halifax, na wschód od zatoki St. Margarets Bay; nazwa urzędowo zatwierdzona 6 stycznia 1948.